# 入睡抽動
入睡抽動（英語：Hypnic jerk）是即將入睡時肌肉发生的不自主的攣性抽搐，肢體類似抽搐的“跳”，經常像是高處落下的感覺，並很可能導致驚醒。据报告，睡眠時間不规律的人有較高的發生機會。

## 成因
根據美國睡眠醫學學會，入睡抽動有廣泛的潛在原因，其中包括：焦慮，咖啡因，壓力，劇烈活動。這種奇怪的下降感和肌肉抽搐是一個臨睡肌陣攣性抽搐或稱為“Hypnic jerk”。根據最近在梅奧診所的研究，近70％的人只是在打瞌睡時經歷這種現象。
大多數專家認為，這是沉睡的過程中自然的一部分，就像呼吸和心跳變慢。其發生是眾所周知的，而且一直都有詳細記載。研究人員之間的普遍共識是，肌肉開始鬆弛，進入一個寧靜的狀態，進入睡眠，大腦的感官曲解這些放鬆的信號和跡象，然後將信號發送到手臂和腿部的肌肉，試圖重新恢復平衡。大腦中的這種誤解，也可能是“下降”的夢，伴隨著下降的感覺。 這些“夢”不是正常的夢，因為他們不是從REM睡眠產生，而是身體的感覺所產生的幻覺。
入睡抽動的原因眾說紛紜。一種理論認為，在個體從清醒狀態進入睡眠時，心跳減慢、體溫下降、呼吸變緩，肌肉也會隨之放鬆。網狀啟動系統（Reticular Activation System，RAS）負責控制這一轉換過程，入睡抽動可能僅僅是網狀啟動系統資料出錯時產生的一種副作用。
另一种解释认为，人脑是基于树栖古猿的大脑进化而来的，因此仍然保留了一树栖古猿部分的应激反应模式。肌肉彻底放松时，大脑会基于这一应激反应模式以为我们在自由坠落。出于保护自身的需要，大脑指挥全身肌肉马上行动，试图在下坠的过程中抓到什么东西。于是，本已放松的肌肉会突然收紧，导致入睡抽动。

## 治療
降低尼古丁和咖啡因等興奮劑的攝取，避免睡前消耗體力，以及攝取足夠的鎂可以減少入睡抽動的發生。
另外睡前服用低劑量氯硝西泮也可以減少也可以讓入睡抽動發生的情況慢慢減少。